# Universität Buraimi
Die Universität Buraimi (arabisch جامعة البريمي, DMG Ǧāmiʿat al-Buraimī; englisch University of Buraimi (UoB)) ist eine staatlich anerkannte private Universität in al-Buraimi im Norden des Sultanats Oman. Sie wurde am 6. November 2010 eröffnet. Zunächst wurden 300 Studierende in den Vorstudienlehrgang aufgenommen. Langfristig soll die Universität 10.000 Studierenden Platz bieten.

## Studiengänge
Neben einem Vorstudienlehrgang sind zwei Fakultäten eingerichtet:
- Ingenieurwissenschaftliche Fakultät
  - Studiengang Bauingenieurwesen
  - Studiengang Informatik
  - Studiengang Krankenpflege
  - Studiengang Augenheilkunde (Optometrie): diese Ausbildung ist nicht mit der in Deutschland üblichen Ausbildung zum Augenoptiker bzw. zum Augenarzt vergleichbar, sondern ist vielmehr in der Mitte beider Ausbildungsgänge anzuordnen. So darf ein Absolvent z. B. auch den Augeninnendruck messen bzw. den Augenhintergrund untersuchen, was in Deutschland den Augenärzten vorbehalten ist. Allerdings verkaufen und passen Absolventen auch Brillen und Brillengläser an, was in Deutschland ein Augenoptiker macht.
- Betriebswirtschaftliche Fakultät
  - Studiengang Betriebswirtschaftslehre und E-Business Management
  - Studiengang Exportorientiertes Management

## Kooperationen
Die neue Hochschule stützt sich maßgeblich auf österreichisches Wissenschafts-Know-how. Hierzu wurden Kooperationsverträge mit vier österreichischen und einer britischen Hochschule geschlossen. Die IMC Fachhochschule Krems entwickelte die komplette Infrastruktur und unterstützte beim Aufbau der Verwaltung. Außerdem entwickelte sie die Studienpläne für die Studiengänge „Business Administration and E-Business Management“ und „Export-Oriented Management“. Die Universität Wien lieferte den Studienplan „Information Technology“, während die Technische Universität Wien das Programm für den Studiengang „Civil and Architectural Engineering“ lieferte. Die FH Campus Wien lieferte schließlich das Curriculum für den Studiengang „Nursing“. Außerdem ist die University of Bradford am akademischen Aufbau mit der Zulieferung des Studienplans „Optometry“ beteiligt. Alle Hochschulen unterstützen die Suche nach geeigneten Dozenten und bei der Auswahl der geeigneten Kandidaten für die Stellen als Rektor bzw. Dekan. Langfristig ist auch ein akademischer Austausch auf Dozentenebene gedacht. Als Gründungsrektor wurde im Oktober 2010 der Österreicher Johann Günther berufen.

## Investitionen
Die Kosten für das Gesamtprojekt belaufen sich auf ca. 40 Mio. €. Dies umfasst das Management-Consulting, den Aufbau der Studiengänge, den Neubaus des Universitäts-Campus sowie ein Science Park in unmittelbarer Nähe zur Universität. Im Rahmen des Gesamtprojektes ist neben dem Bau des Universitätsgebäudes unter Einbeziehung eines österreichischen Architekten auch ein Science Park im direkten Umfeld geplant.

## Weblink
- Offizielle Website der Universität (arabisch, englisch)